# Église Saint-Martin de Beuvron-en-Auge
Pour les articles homonymes, voir Église Saint-Martin.
L'église Saint-Martin est une église catholique située à Beuvron-en-Auge, en France.

## Localisation
L'église est située dans le département français du Calvados, dans la commune de Beuvron-en-Auge.

## Historique
L'église a été édifiée en 1642 sur un terrain appartenant à l'abbaye l'Abbaye du Bec-Hellouin.

Vers 1920, le clocher d'origine en mauvais état, est remplacé par un clocher en brique de style néogothique

D'importants travaux de restauration ont été réalisés entre 2010 et 2016.

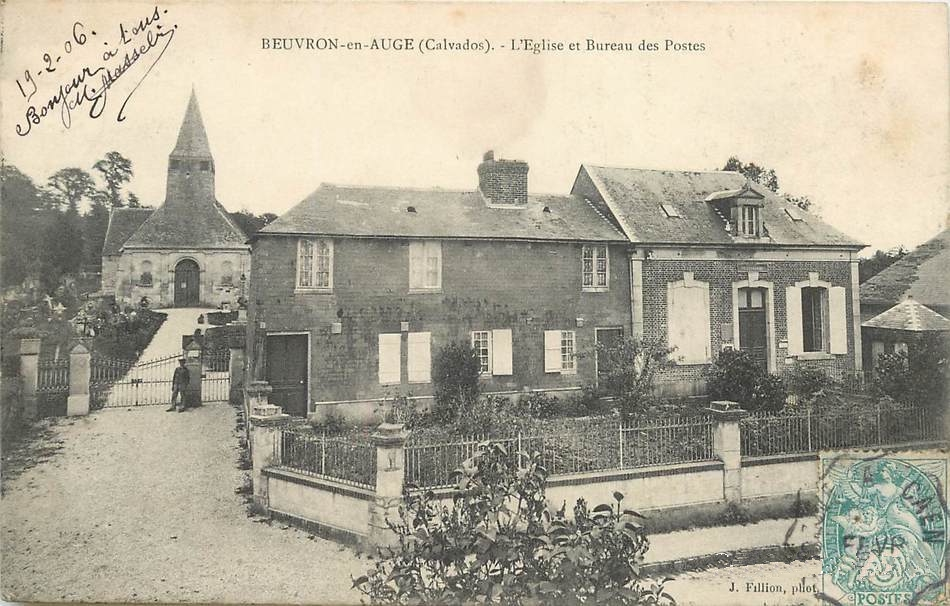
Vues de l'église d'origine en 1908.
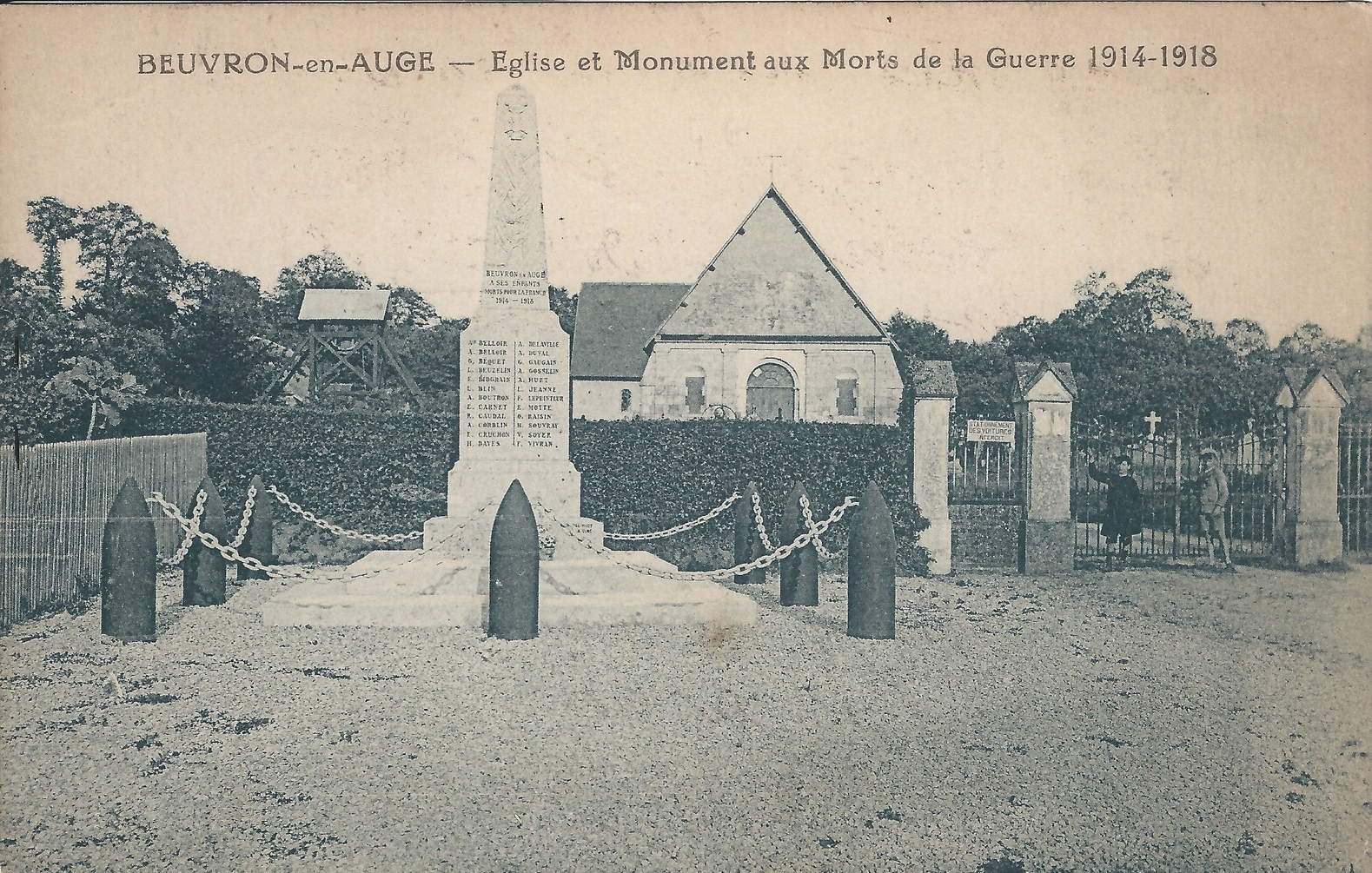
Vers 1925, le clocher a été démoli, il ne reste que la façade.
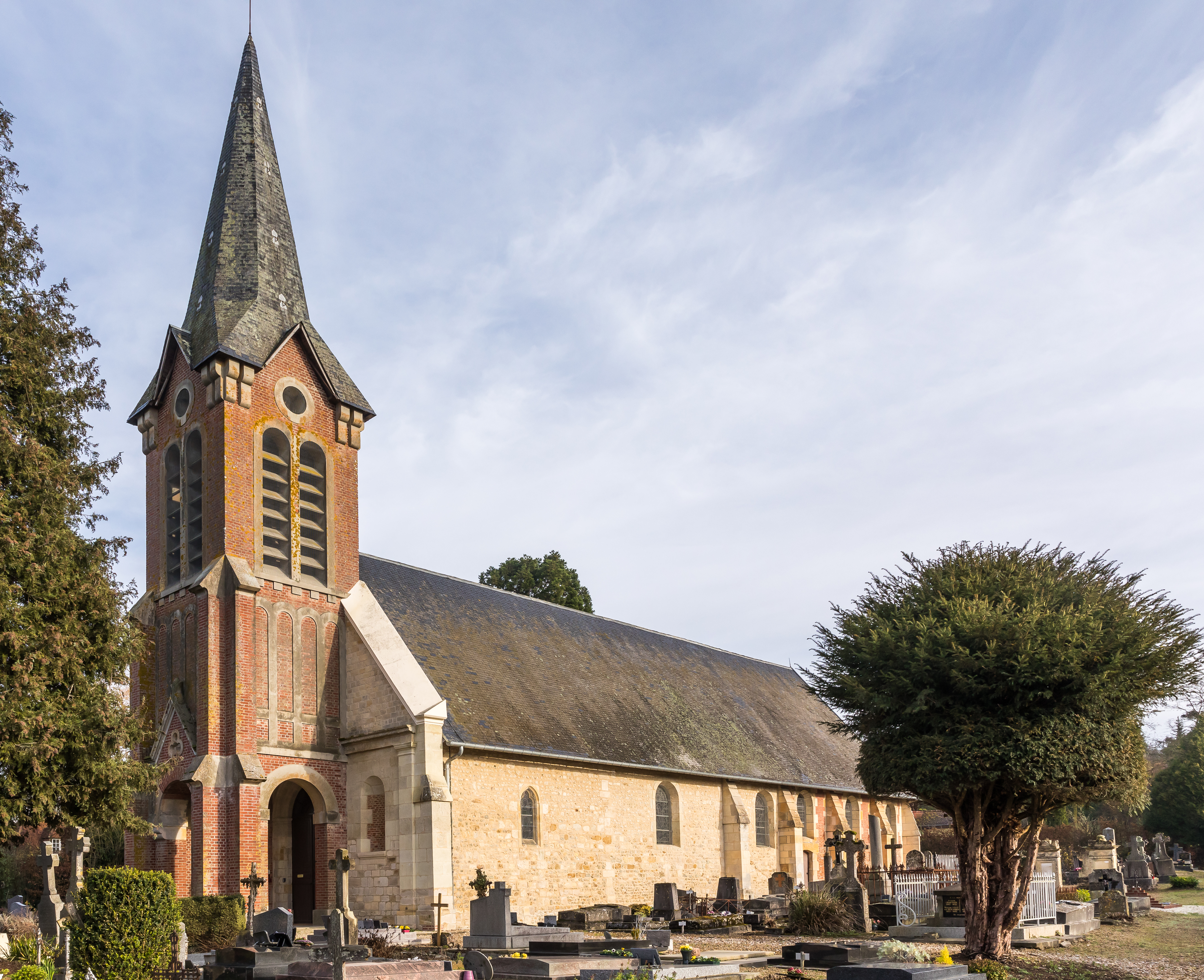
Vers 1930, le nouveau clocher-porche a été construit en avant de la façade.

## Galerie: extérieur de l'église

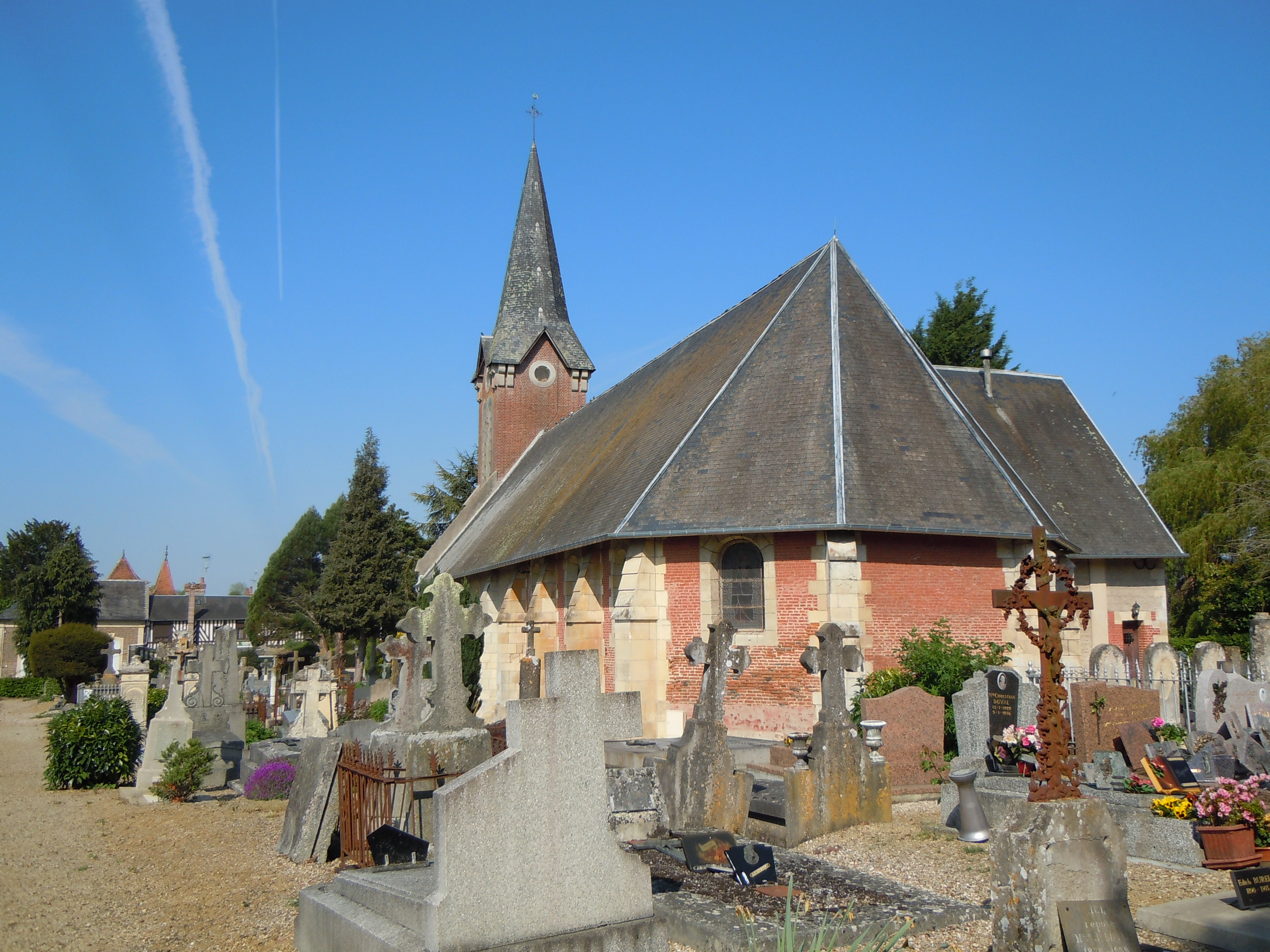
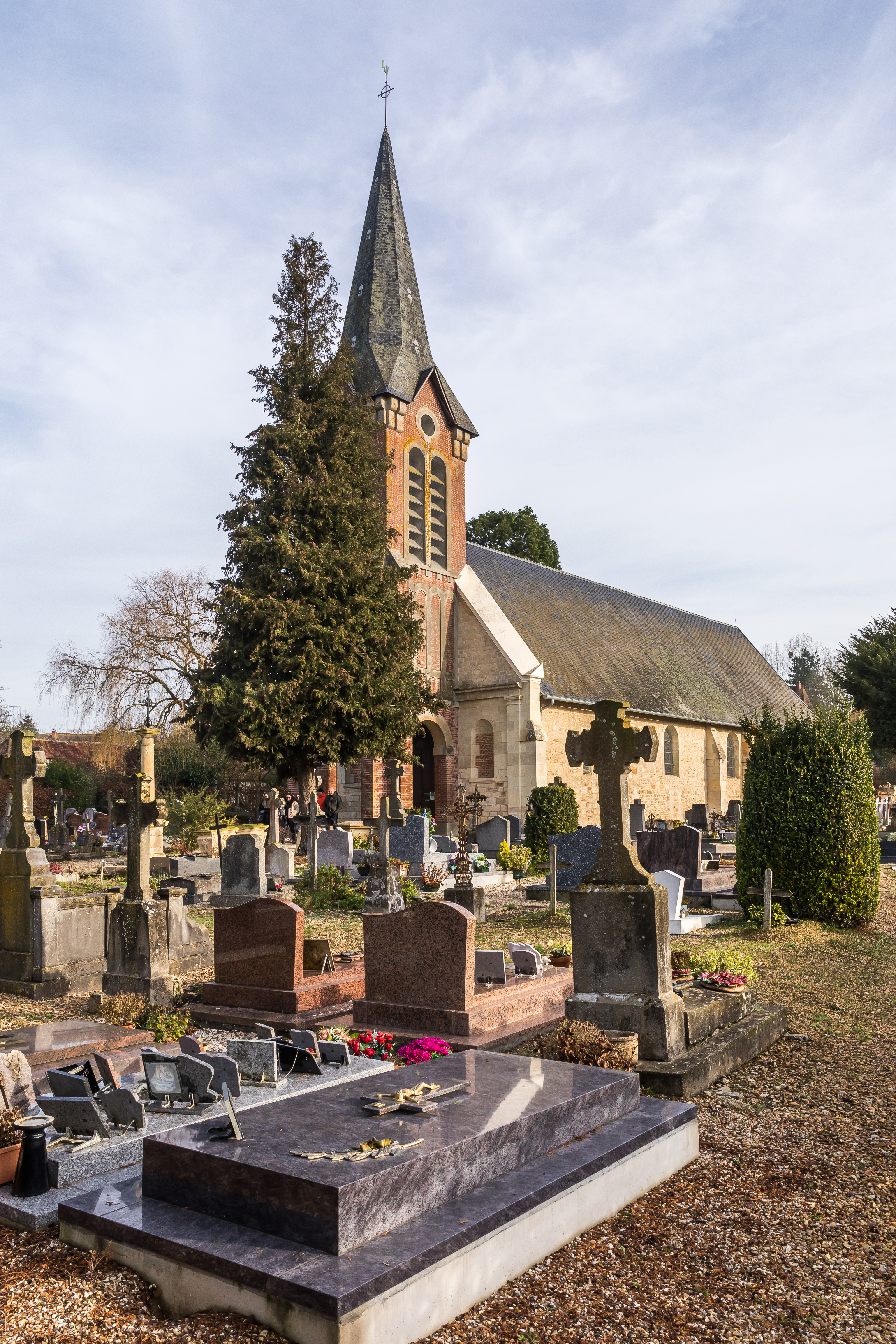
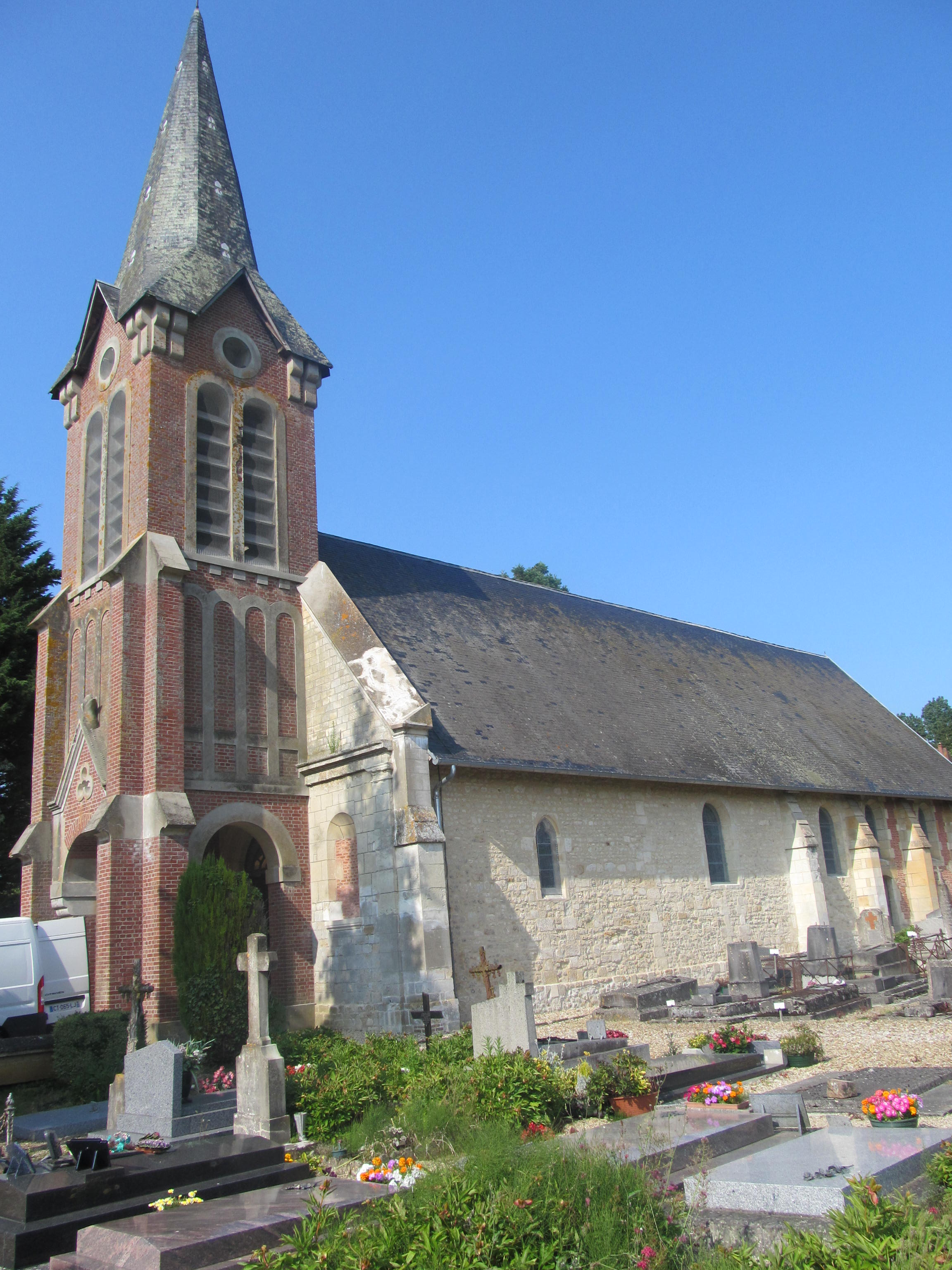

## Galerie: intérieur de l'église

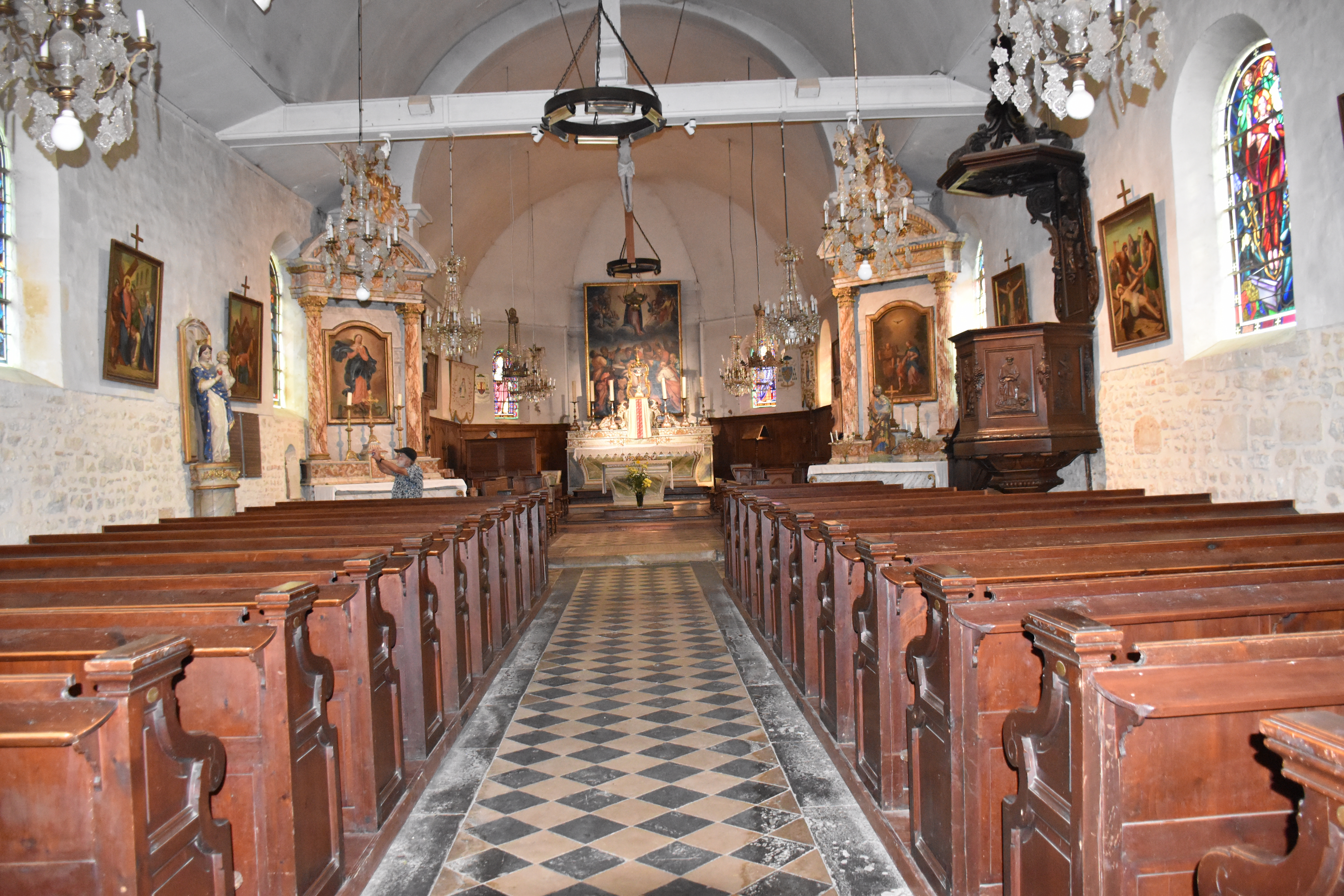
La nef.
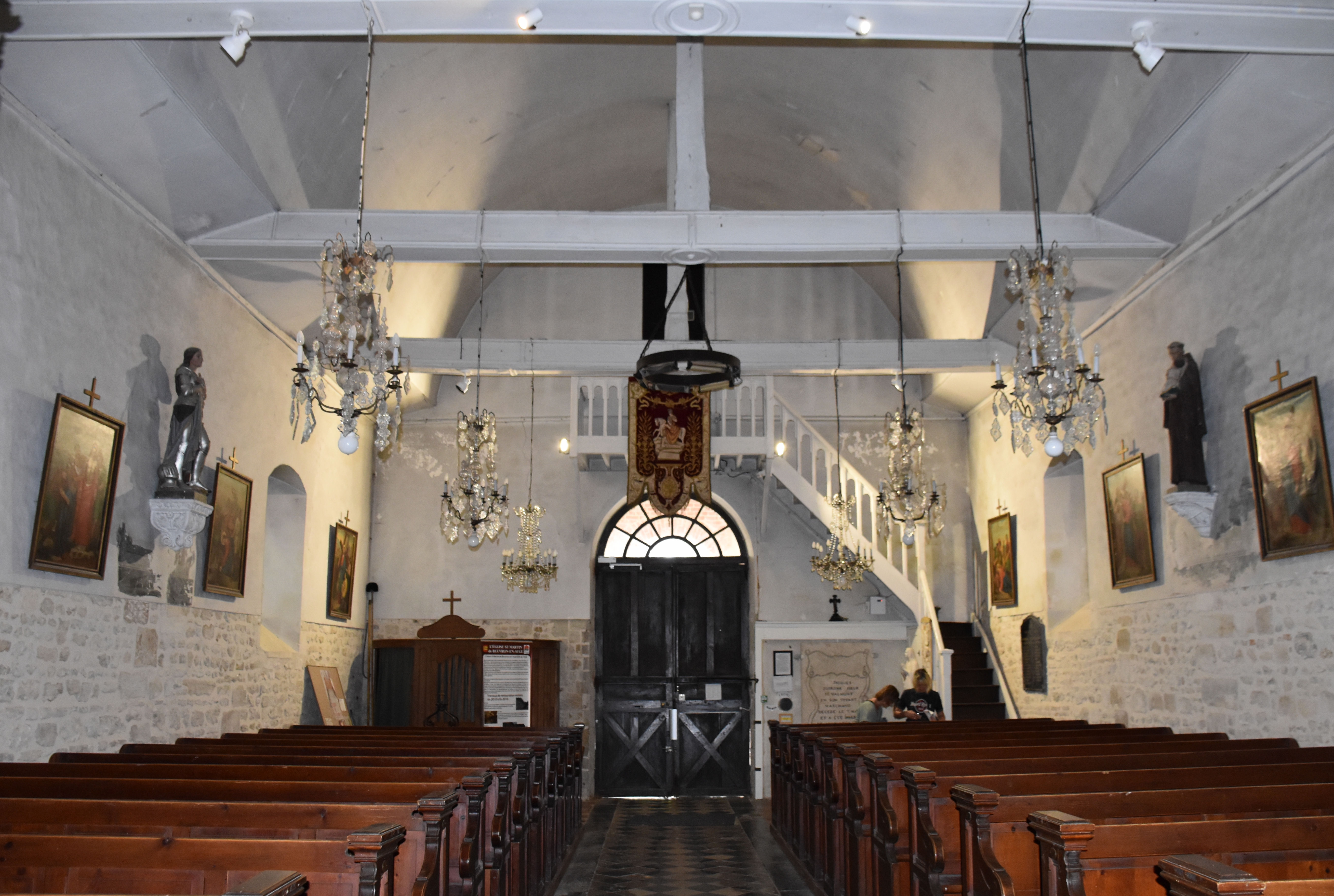
La nef côté porche.
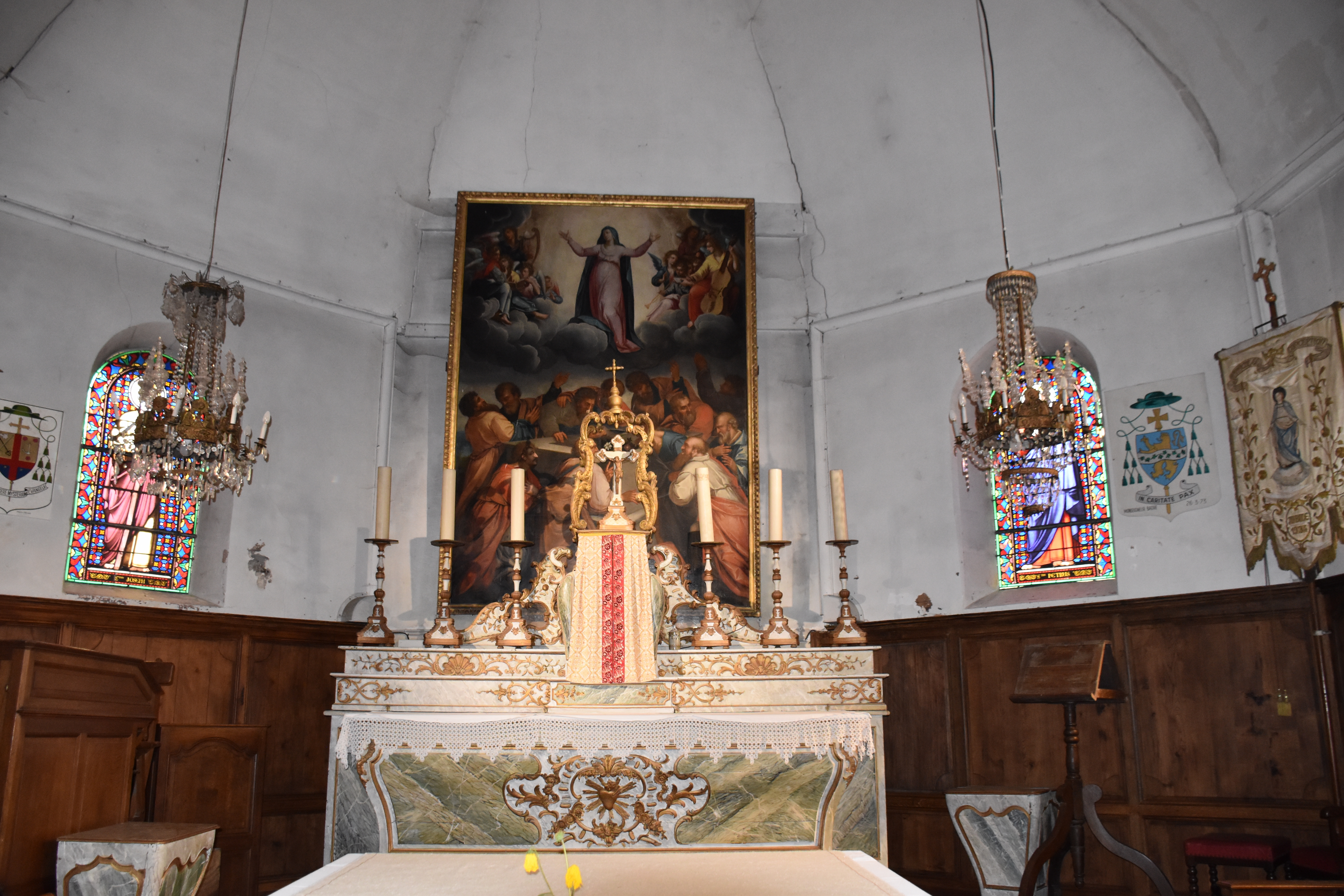
Le chœur.
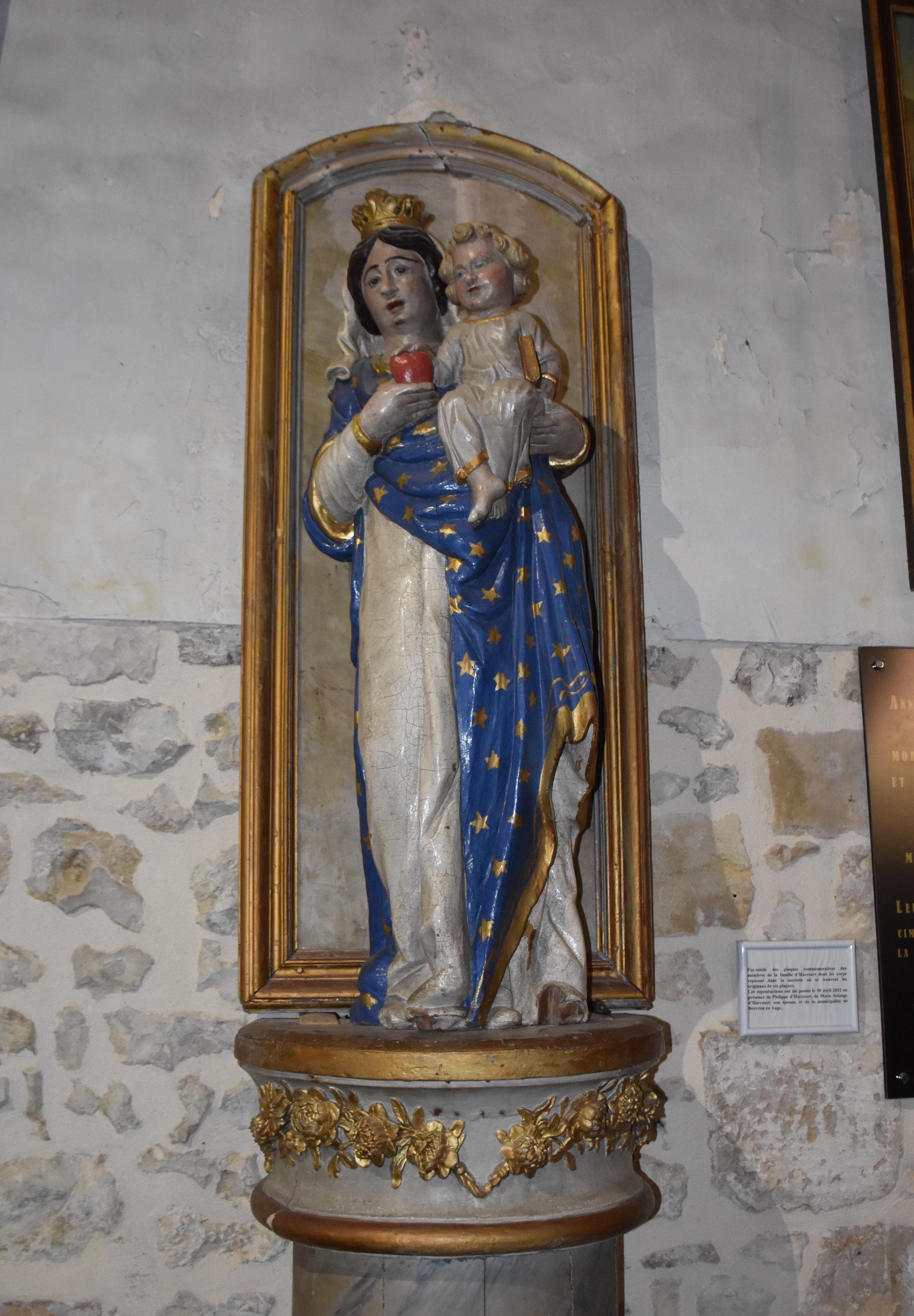
Vierge à l'enfant.
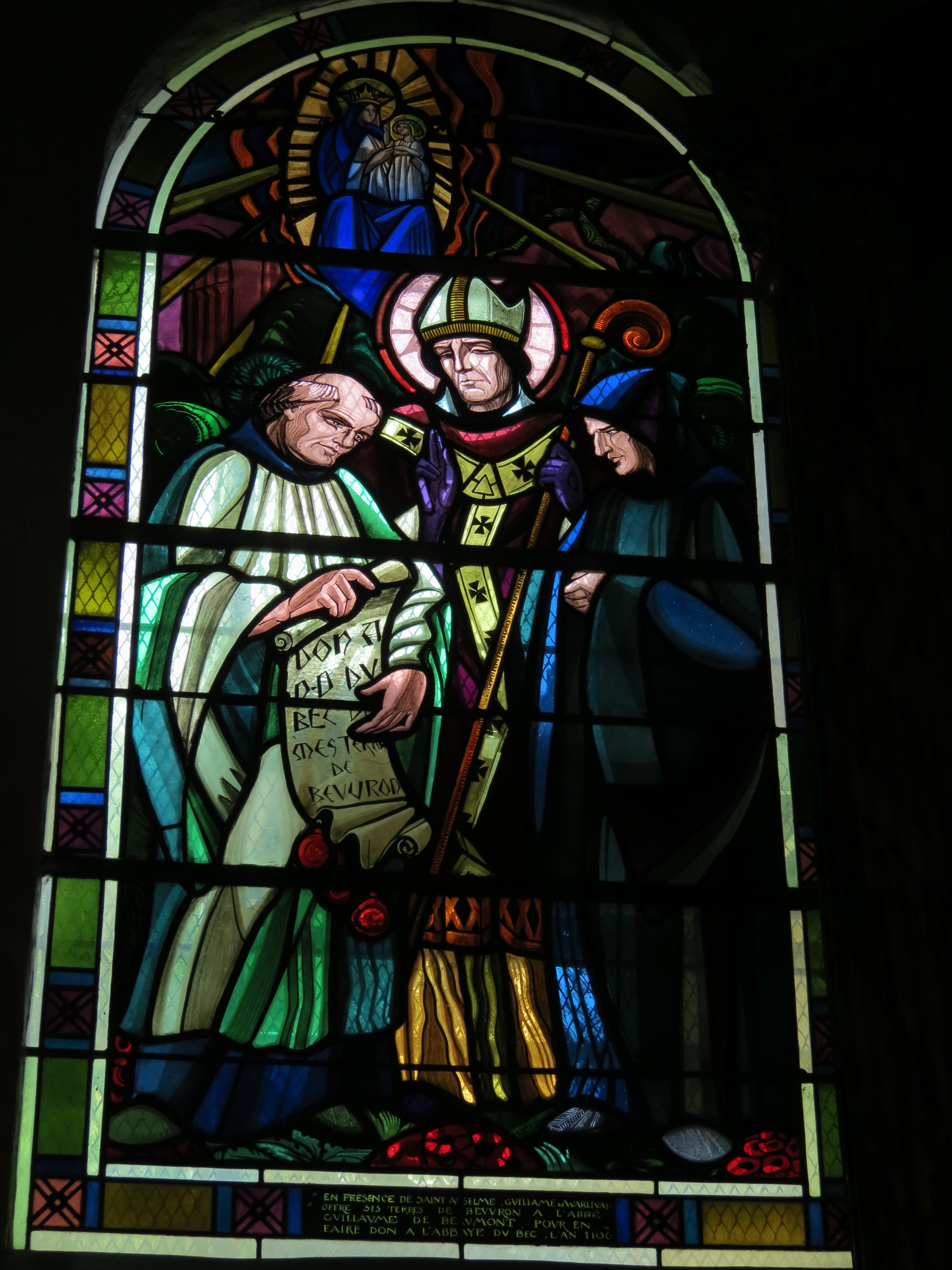
Vitrail.